# Nero buono di Cori
Nero buono di Cori ist eine Rotwein-Rebsorte. Die „gute Schwarze von Cori“ wird fast ausschließlich in unmittelbarer Umgebung des Städtchens Cori angebaut. Eingang finden die Trauben in den DOC-Weinen Cori Rosso und Castelli Romani. Meist wird Nero Buono di Cori mit den Rebsorten Montepulciano und/oder Cesanese Comune verschnitten. Sortenrein ausgebaut wird der Wein als IGT-Wein angeboten. Im Jahr 2010 lag die bestockte Rebfläche bei 134 Hektar.
Die Rebflächen liegen in einer Höhe von 300–500 m an den Hängen des mit Lavaboden bedeckten Kalkgebirges Monti Lepini. Das Anbaugebiet befindet sich in der Provinz Latina, ca. 50 km südöstlich der Stadt Rom. Die Rebsorte bevorzugt gut belüftete Hänge in ausreichender Höhe. In Cori wird häufig kolportiert, dass Lucius Quinctius Cincinnatus die Rebsorte in der Region einführte. Zu den bekannten Winzern, die Weine der Rebsorte anbieten, zählen die Winzergenossenschaft Cincinato und die Kellereien Marco Carpineti sowie Poggio Le Volpi.

## Ampelographische Sortenmerkmale
- Die Triebspitze ist offen.
- Die mittelgroßen bis großen Blätter sind fünfeckig geformt, fünflappig und deutlich gebuchtet. Das Blatt ist spitz gesägt. Die Zähne sind im Vergleich der Rebsorten groß.
- Die mittelgroße, konusförmige Traube ist geschultert und dichtbeerig. Die rundlichen Beeren sind mittelgroß und von dunkelroter bis schwarzer Farbe. Die wachsartige Schale der Beere ist dick.

Reife: mittelspät bis spät